# Brug 635
Brug 635 is een vaste brug in Amsterdam Nieuw-West.
De brug ligt in de Dr. H. Colijnstraat en voert over de Albardagracht. De brug dateert uit 1958/1959. De straat is in het begin van de 21e eeuw heringericht; er werden woningen en viaducten gesloopt en door nieuwbouw vervangen. Brug 635 is aan de vernieuwingsdrang ontsnapt.
De brug, 17 meter breed (10 meter rijweg en tweemaal voetpad van 3,50 meter), is opgebouwd uit materialen die destijds populair waren bij de ontwerpers van de bruggen, de Dienst der Publieke Werken. De ontwerper van deze brug is Dick Slebos, werkzaam voor die dienst. Het werd een duikerbrug waarvan de landhoofden ver tot in het water doorlopen. Het geheel is gebouwd op een paalfundering van gewapend beton. De brugkanten zijn afgezet met grove basaltstenen. De duiker, vier meter breed, is uitgevoerd in schoon witbeton. Ook de overspanning is van dat materiaal. De brugleuningen zijn uitgevoerd in een eenvoudig sierlijk rechthoekig model met afgeronde hoeken opgehangen aan een reling staande op balusters. De brug heeft aan de oostkant een soort balkon gekregen, waardoor er geen symmetrie is in de leuningen, de sierlijke motieven zijn aan de oostkant alleen op het balkongedeelte toegepast. Het geheel aan leuningwerk is uitgevoerd in de kleur blauw. Ten opzichte van andere bruggen vallen twee zaken op. Daar waar bij de meeste bruggen hier de balustraden loodrecht in het water staan, staan ze hier schuin. Aan de oostkant heeft de brug zoals eerder gemeld een soort balkon; op het balkon staan twee zitbankjes die in dezelfde stijl als de brugleuningen zijn uitgevoerd.

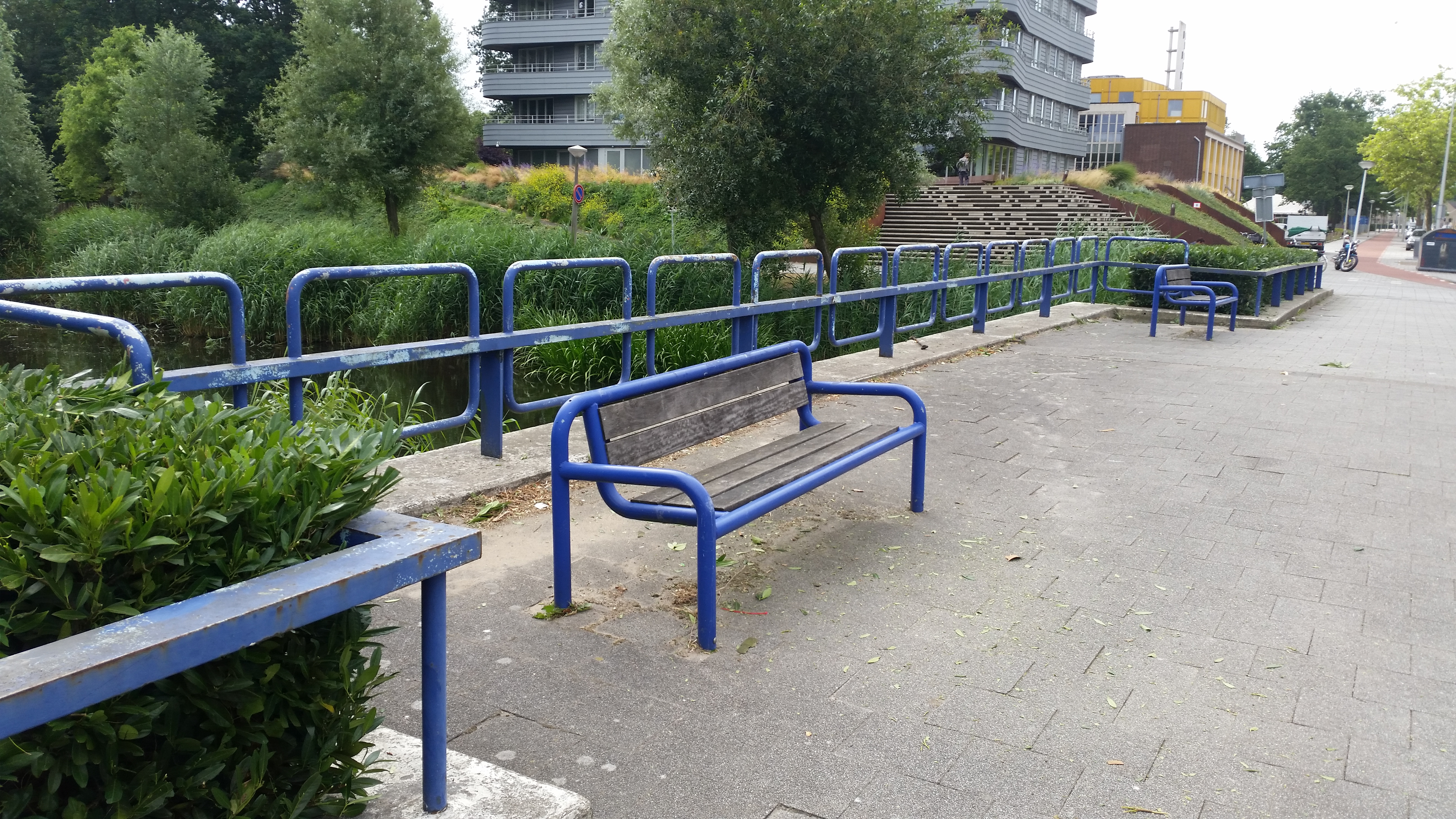
Balkon met zitbankjes (juli 2018)

<<< · 600 · 601 · 602 · 603 · 604 · 605 · 606 · 607 · 608 · 609 · 610 · 611 · 612 · 613 · 614 · 615 · 616 · 617 · 618 · 619 · 620 · 621 · 622 · 623 · 624 · 626 · 627 · 628 · 629 · 630 · 631 · 632 · 633 · 634 · 635 · 636 · 637 · 638 · 639 · 643 · 651 · 652 · 653 · 655 · 656 · 657 · 658 · 659 · 660 · 661 · 662 · 663 · 664 · 665 · 666 · 667 · 668 · 669 · 670 · 671 · 673 · 674 · 675 · 676 · 677 · 678 · 679 · 681 · 682 · 683 · 684 · 685 · 687 · 688 · 689 · 690 · 691 · 692 · 695 · 696 · 699 · >>>
Verdwenen brugnummers: 625 (afgebroken brug Sam van Houtenstraat), 640, 644, 645, 646, 647, 648, 650, 672 (duiker Cornelis Lelylaan, Rembrandtpark), 694, 698.
Nooit gebouwd: 649, 680 (nooit gebouwde brug Sloterplas).
Brugnummers 641, 642, 654, 686, 693, 694 en 697 zijn onbekend.